# Elmo Lincoln
Elmo Lincoln (ur. 6 lutego 1889, zm. 27 czerwca 1952) – amerykański aktor filmowy.

## Wyróżnienia
Posiada gwiazdę na Hollywoodzkiej Alei Gwiazd.

## Wybrana filmografia
- 1952: Siostra Carrie[2]
- 1948: Tap Roots[2]
- 1947: Podwójne życie[2]
- 1944: Historia doktora Wassella[2]
- 1942: Tarzan w Nowym Jorku[2]
- 1939: Pokonać strach[2]
- 1927: Król dżungli jako Tarzan[2]
- 1925: All Around Flying Pan[2]
- 1913: The Battle at Elderbush Gulch[2]